# Messe de saint Sécaire
La messe de saint Sécaire, en Gascogne, serait, selon une croyance, une messe noire dite par de « mauvais prêtres » destinée à jeter un mauvais sort sur une personne déterminée. Les prêtres qui étaient censés la connaître encouraient l'excommunication en raison de son caractère satanique.

## Rituel
La messe de saint Sécaire, comme toutes les messes noires, est une parodie de la messe traditionnelle, où chaque élément du rituel est inversé ou perverti.
- la messe de saint Sécaire doit être dite dans une église en ruine ou abandonnée.
- l'officiant doit être accompagné d'une de ses maîtresses qui lui sert de clerc.
- au premier coup de onze heures, la messe est dite à l'envers et doit se terminer au douzième coup de minuit.
- l'hostie qu'il bénit est noire et « à trois pointes » (ce qui peut être interprété comme « triangulaire » mais laisse place à d’autres hypothèses).
- il ne consacre pas le vin, mais boit à la place une eau venant d'un puits où l'on a jeté le corps d'un enfant non baptisé.
- il fait le signe de croix sur le sol avec son pied gauche.

La conséquence de cette messe était un dépérissement jusqu'à la mort de la personne visée, les docteurs ne pouvaient rien y faire. Le prétendu Saint Sécaire (Sicarius) (qui peut faire référence à plusieurs saints réels, notamment un vénéré à Bassens) est invoqué pour la ressemblance de son nom avec le terme gascon secaire « sécheur », car la personne visée était supposée « sécher » et mourir. Sorciers, sorcières et jeteurs de sorts avaient fréquemment, croyait-on, le pouvoir de faire « sécher » un bras, ou le bétail, de leur victime. Il est possible qu'il y ait également un rappel étymologique du terme latin sicarius : assassin.
Selon certains auteurs, il existait une contre-messe qui avait pour effet de faire « sécher » le célébrant et les gens qui l'avaient payé.

## Postérité littéraire
Le thème de la Messe de saint Sécaire a été recueilli par Jean-François Bladé auprès de son principal fournisseur, le vieux Cazaux, et publié dans Quatorze superstitions populaires de la Gascogne (1883), puis l'édition définitive des Contes populaires de la Gascogne (1886). Ses suiveurs gascons, nombreux, n'apporteront pas plus de détails. James George Frazer reprend l'information de Bladé dans son Rameau d'or, ce qui aura certaines répercussions dans le monde anglo-saxon. L'occultiste anglais Aleister Crowley publie en février 1918, dans The International, une nouvelle sous le même titre, qui illustre ses théories sur le Magick.